# Ihlpohl (Hannover)
Der Ihlpohl, in älteren Urkunden auch Ilpol genannt, war eine teichartige Aufweitung eines Nebenlaufes der Fösse. Noch im Jahr 1781 lag das Gewässer im westlichen Auslauf des Sattels zwischen dem Lindener Berg und dem Tönniesberg, nordöstlich des damaligen Dorfes Bornum, wo heute der östlichste Zipfel des Stadtteils Badenstedt liegt, südwestlich der Straße Am Ihlpohl. Das verschwundene Gewässer ist nicht mit dem heutigen Regenrückhaltebecken vor Ort zu verwechseln; der historische Ihlpohl lag weiter südlich davon und wurde in der Kurhannoverschen Landesaufnahme festgehalten.
Der Name Ihlpohl leitete sich von Ihl oder Il für Egel ab, denn im Ihlpohl wurden früher Medizinische Blutegel gehalten.
In seinen Jugenderinnerungen schrieb der als Schüler in Linden wohnende spätere Schriftsteller Moritz Jahn, dass um die Wende vom 19. zum 20. Jahrhundert seine Mitschüler und vor allem die Jungs oftmals zum Ihlpohl wanderten, um in dem sumpfigen Wasser dort Stichlinge zu fangen.